# 聖母子と聖人たち (アゴスティーノ・カラッチ)
『聖母子と聖人たち』(せいぼしとせいじんたち、伊: Madonna col Bambino e santi、英: Madonna and Child with Saints）は、イタリア・バロック期のボローニャ派の画家アゴスティーノ・カラッチが1586年にキャンバス上に油彩で制作した絵画で、聖会話の1例である。制作年が聖母マリアの玉座の階段の一番下に記されている。長い間、パルマのベネディクト会修道院にあったが、ナポレオン戦争中の1796年にフランス軍によりパリに掠奪された。1816年にイタリアに返還された後は、パルマ国立美術館に移され、現在も同美術館に所蔵されている。

## 作品
画面の左から右に4人の聖人たちが聖母子を取り囲んでいる。すなわち、特定化されていない司教、あるいは修道院長 (ヌルシアのベネディクトゥスであると主張する研究者もいる一方、クィンタヴァッレはミラのニコラウスであるとした)、アンティオキアの聖マルガリタ、洗礼者ヨハネ、聖チェチリア (殉教のシュロの葉、本、小さなオルガンを持っている) である。聖母マリアの右側に跪くのは、伝統的に絵画の依頼者、あるいは依頼者の同名の守護聖人となっている。本作では、その守護聖人は聖マルガリタであり、修道院のために絵画を依頼したのはマルゲリータ・ファルネーゼ (Margherita Farnese) である。彼女はヴィンチェンツォ1世・ゴンザーガから結婚を解消された後にベネディクト会に入信し、当時、女性修道院長であった。また、彼女は修道院でジュリオ・チーマとともに非常に熱心に音楽を学んだため、彼との恋愛関係を非難された。画面の聖チェチリアの人物像は、その噂を消し去るよう意図されたのかもしれない。
絵画の色彩、輝き、絹地の表現は同時代のヴェネツィア派絵画の影響を示しているが、コレッジョなどのパルマの画家たちの自然主義的な視覚により解釈されたものとなっている。聖チェチリアのポーズもパルミジャニーノに影響を受けている。